# 高丽成宗
高麗成宗（：／ Goryeo Seongjong；961年1月15日—997年），姓王，諱治（：／ Wang Ci），字溫古，高麗國的第六代君主，981年—997年在位。
生於高麗光宗十一年十二月二十六日（961年1月15日），戴宗王旭的次子，也是高麗太祖王建之孫。成宗的母親是宣義王后柳氏。景宗死后，因太子王讼年幼，选择他继位。死後廟號成宗，諡號康威章宪光孝献明襄定文懿大王，葬於康陵。
其任内爆發了遼國與高麗的戰争，遼國第六代皇帝遼聖宗耶律隆緒跟高麗成宗展開了有關與南方的宋朝斷交的談判。談判的结果是遼國将“鴨綠江東數百里地”劃歸高麗，换取高麗與宋朝斷交，向遼稱臣。而實際上高麗一直沒有斷絕與宋朝的外交来往。
成宗六年（987年），高麗中央開始管理地方教育，並向地方十二州派經學博士和義學博士。鄉校作為高麗官學的地方教育機構也在成宗時期得到普及。:108
成宗死后传位给王讼，即穆宗。

## 家庭

### 妻妾
| 稱號           | 生卒年 | 本貫 | 父母                    | 備註                                                 |
| -------------- | ------ | ---- | ----------------------- | ---------------------------------------------------- |
| 文德王后劉氏   |        |      | 高麗光宗 大穆王后       | 初嫁弘德院君王圭（太祖之孫，壽命太子之子）後嫁成宗。 |
| 文和王后金氏   |        | 善州 | 金元崇 和義郡大夫人王氏 | 初稱延興宮主（玄德宮主），顯宗二十年四月封爲大妃。   |
| 延昌宮夫人崔氏 |        |      | 崔行言 豊山郡大夫人金氏 | 顯宗時追贈為樂浪郡大夫人。                           |

### 女
| 稱號     | 生卒年   | 生母           | 配偶     | 子女              | 備註 |
| -------- | -------- | -------------- | -------- | ----------------- | ---- |
| 元貞王后 | ？－1018 | 文和王后金氏   | 高麗顯宗 | 無                |      |
| 元和王后 |          | 延昌宮夫人崔氏 | 高麗顯宗 | 孝靜公主 天壽殿主 |      |